# 203省道 (福建省)
203省道，又称大下线、联八线，是中国福建省省道之一，由2001年福建省公路规划中的  下浦线（下白石~甘棠段）和  霞大线（湖塘坂~大熟段）组合而成，起于福安市下白石镇，终于闽浙交界的寿庆隧道（位于宁德市寿宁县大安乡大熟村），北与浙江省庆元县相接，南于下白石镇与G15福宁高速公路和237国道相通，是福安、寿宁两地的重要通道。